# Rainer Schmidt (Landschaftsarchitekt)
Rainer Schmidt (* 1954 in Gelsenkirchen) ist ein deutscher Landschaftsarchitekt, Stadtplaner und Professor für Landschaftsarchitektur an der Beuth Hochschule für Technik Berlin.

## Leben
Schmidt wuchs in Gelsenkirchen auf und praktizierte von 1972 bis 1975 Garten- und Landschaftsbau. Von 1975 bis 1980 absolvierte er eine Ausbildung in Landschaftsarchitektur an der Hochschule Weihenstephan in Freising. Nach dem Studienabschluss 1980 begann er, als Landschaftsarchitekt im Büro von Gottfried Hansjakob zuarbeiten, und wurde bald als Senior Landschaftsarchitekt zum Büroleiter. Seit 1986 ist er eingetragener Landschaftsarchitekt der  Bayerischen Architektenkammer. Im Jahr 1991 gründete er das Büro Rainer Schmidt Landschaftsarchitekten und Stadtplaner in München und Berlin und nahm den Ruf für eine Professur in Landschaftsarchitektur an der Beuth Hochschule für Technik Berlin an.
Schmidt hatte Gastprofessuren an der University of California, Berkeley, USA, im Jahr 2007 und an der Universität Peking, China, im Jahr 2004. Seit 2005 ist er Mitglied im Präsidium der Deutschen Gesellschaft für Gartenkunst und Landschaftskultur, Berlin, Deutschland (DGGL), seit 2008 Stadtplaner der Bayerischen Architektenkammer.

## Auszeichnungen
- 2017 Firma des Jahres, Amerikanischer Architektur Preis in Urban Design
- 2016 Amerikanischer Architektur Preis, Silber, „Park Killesberg, Stuttgart, Deutschland“
- 2015 WAN Landschaftsauszeichnung, 1. Preis, „Park Killesberg, Stuttgart, Deutschland“
- 2013 DGNB Gold Zertifikat für das Projekt „Think K - Forum K, Stuttgart, Deutschland“
- 2009 BDLA Preis für das Projekt „Villa Heldmann Garten, St. Gilgen, Österreich“
- 2008 Erster Torsanlorenzo Internationaler Preis für das Projekt „Villa Heldmann Garten, St. Gilgen, Österreich“
- 2008 Erster Torsanlorenzo Internationaler Preis für das Projekt „Paulinum Grundschule, Schwaz, Österreich“
- 2006 Erster Torsanlorenzo Internationaler Preis für das Projekt „Bundesgartenschau - BUGA, München, Deutschland“
- 2006 Erster Torsanlorenzo Internationaler Preis für das Projekt „Bayerisches Nationalmuseum, München, Deutschland“
- 2003 Architektur + Technologie Auszeichnung für das Projekt „Fraunhofer Institut für Solar Energie, Freiburg, Deutschland“
- 2002 Hans Bickel Preis für das Gesamtwerk
- 1998 Internationaler Trend Preis, für das Projekt „Kempinski Hotel Flughafen, München, Deutschland“

## Projekte
- Kunsthalle, Mannheim, Deutschland (2018)
- Allianz Campus, München, Deutschland (2016)
- Neugestaltung des Klinikums der Goethe-Universität, Frankfurt, Deutschland (2016)
- Campus Fachhochschule in Derendorf, Düsseldorf, Deutschland (2015)
- Weserquartier, Bremen, Deutschland (2014)
- Doha Convention Center Tower, Doha, Qatar (2014)
- Neubau Fachhochschule Campus, Bielefeld, Deutschland (2013)
- Hans-Sachs-Haus, Gelsenkirchen, Deutschland (2013)
- Pariser Höfe, Stuttgart, Deutschland (2013)
- Killesbergpark, Stuttgart, Deutschland (2013)
- Think K, Stuttgart, Deutschland (2013)
- Hotel Leonardo Royal, München, Deutschland (2012)
- Villa Pienzenauerstraße, München, Deutschland (2012)
- Zukunft Park Killesberg, Stuttgart, Deutschland (2012)
- Wohnanlage PANDION PRIME, München, Deutschland (2011)
- Wohnquartier Hirschgarten, München, Deutschland (2011)
- Bayerisches Nationalmuseum, München, Deutschland (2011)[4]
- Luxun Academy of Fine Arts, Dalian, China (2011)
- Culture Wave City Hangzhou, China (2009)
- Villen Cubuklu, Istanbul, Türkei (2008)
- Villengarten, St. Gilgen, Österreich (2007)
- Infineon, München, Deutschland (2006)
- Bundesgartenschau BUGA, München, Deutschland (2005)

Im Bau
- Strafjustizzentrum, München, Deutschland
- Djamaâ el Djazaïr – Moschee von Algier, Algerien
- Nelson-Mandela-Platz, Nürnberg, Deutschland
- Inselhalle Lindau, Lindau, Germany

## Veröffentlichungen (Auswahl)
- Schmidt, Rainer (2017), „Innovationsräume – Gartenkunst und Natur“; in Jahrbuch 12 der DGGL, "Moderne Gartenkunst", Callwey, München
- Schmidt, Rainer (2014), "Neue Landschaftsarchitektur-Bühnen. Kernzellen für neue Erfahrungen von Natur"; in Jahrbuch 9 der DGGL „Zukunft Stadtgrün“, Callwey, München
- Schmidt, Rainer (2012), „Natur durch Kultur. Von der Romantik zur Organik“; in Jahrbuch 7 der DGGl „Gartenkunst und Landschaftskultur - 125 Jahre DGGL“, Callwey, München
- Schmidt, Rainer (2009), "Die Bedeutung der Bilder in der Landschaftsarchitektur. Von der Landschaftsmalerei zur virtuellen Landschaft", in Jahrbuch 4 der DGGL „Garten und Medien“, Callwey, München
- Schmidt, Rainer (2008), „Landscape Architectural Proposal for Malta“ for „Ministry for Infrastructure, Transport and Communications, Malta“ in „Digital Design in Landscape Architecture“, Wichmann ISBN 978-3-87907-468-6 Topic: Digitale Medien und Darstellung in der Landschaftsarchitektur
- Schmidt, Rainer (2008), „best private plots 08 – Die besten Gärten 2008“, ZDB-ID 2410124-2; Topic: Garden design Villa Garden St. Gilgen
- Schmidt, Rainer (2008), „Wake up to Tbilisi“, Guide of urban development of the town of Tiblisi, Georgia at Expo Real, Topic: Hotelkomplex GMT in Tblisi, Georgia
- Schmidt, Rainer (2008), Landscape Design, China, Edition 28/2008, ISSN 0020-2908 Topic: Ecological Development of parks, Case of Infineon, Munich
- Schmidt, Rainer (2008), „Garden Design“, Edition 02/2008, ISBN 978-3-8327-9228-2, Topic: Bavarian National Museum, Buga 2005, Riem Park, Villa Krantz
- Schmidt, Rainer (2008), „New international Landscape“, Edition 06/2008, ISSN 1833-0673 Topic: Ecological Green Places, Campeon, Munich
- Schmidt, Rainer (2007), "Romantik im Freiraum zeitgemäß? Eine Antwort auf Rationalität und technischen Fortschritt", in Jahrbuch 2 der DGGL, „Gartenkunst im Städtebau“, Callwey, München
- Schmidt, Rainer (2005), „Landschaft konstruieren“ (Constructing landscape), Birkhäuser; ISBN 978-3-7643-8598-9, Topic: Terminal 2 Airport Munich, Buga 2005
- Schmidt, Rainer (2005), „Luxury private Gardens“, teNeues, ISBN 978-3-8327-9226-8; Topic: Villa Krantz, Villa garden
- Schmidt, Rainer (2005), „Green Belt“ Modern Landscape Design, ISBN 978-7-5381-5133-6, Topic: Parktown Schwabing, Campeon, Buga
- Schmidt, Rainer (2005), „Garden Design“, teNeues ISBN 978-3-8327-9228-2 Topic: Villa Garden St. Gilgen
- Schmidt, Rainer (2005), „100x900“, H.K. Rihan International Culture Spread, China ISSN 1992-4305; Topic: Buga, Palacegarden Abu Dhabi, Hafencity Hamburg
- Schmidt, Rainer (2005), „Urban Landscape Design“, teNeues ISBN 978-3-8327-9275-6 Topic; Parktown Schwabing, Terminal 2 Munich
- Schmidt, Rainer (2005), „Collection of international Landscape Designer“,Technical University of Middle China ISBN 978-7-5609-4452-4, Topic: Parktown Schwabing, Buga, Bavarian Nationalmuseum
- Schmidt, Rainer (2005), Landscapearchitecture, TOPOS 2005, Callwey, München